# Petronilla van Outryve

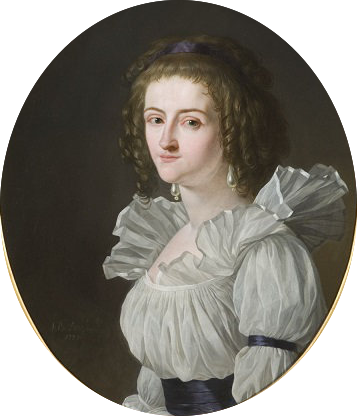

Petronilla Van Outryve (Damme, 17 mei 1748 - Brugge, 21 mei 1814), ook bekend als de Douairière de Stappens, was een Brugse adellijke dame, die zich aansloot bij de revoluties op het einde van de achttiende eeuw.

## Levensloop
Dochter van de Damse thesaurier Pierre van Outryve (1703-1749) en de uit Friesland afkomstige Jacoba de Krijger (1711-1764) kwam ze, na de vroegtijdige dood van haar vader, samen met haar moeder, broers en zussen in Brugge wonen en werd ze vooral opgevoed door haar ooms, de welvarende kanunniken Van Outryve.
Petronilla genoot mee van de postume adelsverheffing van haar vader, die in 1771 was bekomen door haar schoonbroer, Charles Le Bailly de Marloop, in herinnering aan die zijn vroeg overleden echtgenote, Jeanne-François van Outryve, oudste zus van Petronilla.

## Huwelijk en scheiding
De adelsverheffing kwam net op tijd om aanspraak te kunnen maken op een adellijk huwelijk. In 1773 huwde Petronilla met een lid van een oud adellijk geslacht, afkomstig uit Sint-Winoksbergen en waarvan verschillende leden ambten uitoefenden in de stad Brugge en het Brugse Vrije.
De bruidegom was Philippe de Stappens de Harnes (1742-1784), licentiaat in de rechten en in 1767 raadslid van de stad Brugge geworden. Hij was actief in, of minstens lid van talrijke verenigingen, in voorbereiding op een ambtelijke carrière, in het kielzog van zijn vader, schout Valentin de Stappens de Harnes (1713-1777). Zo was hij onder meer:
- Lid van de Sint-Sebastiaansgilde van boogschutters (1763).
- Confrater van de Kunstacademie (1765).
- Lid van het rechtskundig genootschap, de 'Sabattine' (1765).
- Lid van de confrérie van juristen Sint-Ivo (1766).
- Lid van de Sint-Jorisgilde van kruisboogschutters (1766).
- Lid van de Rederijkerskamer van de Heilige-Geest.
- Lid van de Edele Confrérie van het Heilig Bloed (1770).
- Lid van de Confrérie van Onze-Lieve-Vrouw van den Drogen Boom (1773).
- Lid van de Keizerlijk Gilde van handboogschutters in Sint-Kruis (1777).

Het huwelijk werd gezegend met een enige zoon, Louis-Philippe de Stappens (1773-1812).
Gedurende verschillende jaren leidde het jonge echtpaar een vrolijk leven. De Stappens schoot zich in 1773 tot 'sire' in de Sint-Jorisgilde, en dit leidde tot feestelijkheden waar ook Petronilla actief aan deelnam en met geschenken en huiselijke ontvangsten toe bijdroeg.
Feesten bleek weldra de essentiële bezigheid van 'sire' De Stappens. Hij dronk veel en keek weldra tegen aanzienlijke speelschulden aan, die hem verplichtten regelmatig eigendommen te verkopen en hem uiteindelijk onvermogend maakten.
Om haar eigen patrimonium veilig te stellen, bekwam Petronilla in 1779 een door de geestelijke rechter van het bisdom Brugge uitgesproken scheiding van tafel en bed.
Van toen af leefde ze een zelfstandig en geëmancipeerd leven, waarbij ze zowel in haar Brugse woning, Hoogstraat 6, als in haar buitenverblijf, het Fort van Beieren in Koolkerke, gastvrij ontving.
Ze was aandeelhoudster, samen met haar broers, in de familiale onderneming gesticht door Marie-Anne van Outryve (1674-1746) en die hoofdzakelijk geleid werd door Justin van Outryve (1710-1795). Het ging om een aanzienlijke firma van export en import van allerhande goederen. De reputatie van het huis was aanzienlijk. In 1746 was zelfs koning Lodewijk XV bij Marie-Anne op bezoek geweest. De onderneming werd door de moeilijke revolutiejaren geloodst door de twee broers van Petronilla, Jean-Jacques van Outryve de Merckem en Emmanuel-Louis van Outryve d'Ydewalle.

## De revolutietijd
Toen de revolutietijd aanbrak, en burgers in de Zuid-Nederlandse provincies onder de naam 'Patriotten' in opstand kwamen tegen het Oostenrijkse gezag, sloot Petronilla zich hierbij aan, net als haar twee broers, en in tegenstelling tot haar schoonbroer Le Bailly de Maerloop, die de Oostenrijkers trouw bleef. Ze nam afstand van haar adellijke titels en werd gewoon Madame Stappens.
Toen de Oostenrijkers, na de korte periode van de Belgische Verenigde Staten, vanaf 1791 weer aan de macht waren, sloot Petronilla zich aan bij de (meestal jonge) edellieden en burgers die met grote belangstelling de gebeurtenissen in het revolutionaire Frankrijk volgden en goedkeurden. De groep werd in Brugge een georganiseerde vereniging die voor onrust zorgde, zodanig zelfs dat begin 1792 de staat van beleg werd uitgeroepen. Het was ook de tijd dat de jonge revolutionair en latere burgemeester van Sint-Kruis, Valentin Jacoby (1759-1811) bij haar kwam inwonen en met haar een blijvende relatie aanging. Zij werd de gastvrouw van de Brugse jacobijnen. Bij de eerste Franse overheersing (november 1792 - maart 1793) was ze een van de bezielers van de 'Jacobijnse Club', aan wie ze een vlag met de Franse kleuren schonk. In de stadsschouwburg troonde ze in haar loge tijdens revolutionaire bijeenkomsten en moedigde ze de revolutionaire redevoeringen aan.
Tijdens de laatste Oostenrijkse periode (1793-1794) werd het 'Hof van Beieren', het zomerverblijf van Petronilla in Koolkerke een verzamelplek van Fransgezinde samenzweerders. Ze werd door de Oostenrijkse politie nauwlettend in de gaten gehouden. Het belet niet dat het 'Hof van Beieren' na de Franse inname een schuilplaats werd voor kloosterzusters van het Brugse Prinsenhof, die de Franse troepen ontvluchtten, op hun weg naar Zeeland en van daar naar Engeland. Hetzelfde gebeurde met Franse franciscanessen die in 1792 naar Brugge waren gevlucht en in 1794 langs dezelfde weg vluchtten. 
Toen de Fransen definitief de macht overnamen, trad Petronilla minder op het voorplan. Enerzijds moest ze zich weren tegen de zware belastingen die haar patrimonium troffen, anderzijds was ze zeer actief in het aankopen van 'nationale' of zogenaamde 'zwarte goederen'. Aangezien deze met nogal waardeloze assignaten konden betaald worden, vermeerderde Petronilla aanzienlijk haar onroerend vermogen. Naast talrijke hofsteden en landbouwgronden, kocht ze in Sint-Kruis het riante buitenverblijf 'Rooigem', vroeger zomerverblijf van de Brugse bisschoppen. Ze bleef tegelijk ook betrokken bij de familiezaak van in- en uitvoer.

## Laatste levensjaren
Onder het keizerrijk paste de revolutionaire dame zich aan de terugkeer van een burgerlijk-adellijke samenleving aan. Haar woning in de Hoogstraat, de Casselberg, richtte ze volledig in empirestijl in. Ze leefde er, samen met haar vriend Valentin Jacoby, een huiskapelaan en zes inwonende knechten en meiden. In 1810, bij het bezoek van keizer Napoleon en Marie-Louise, kwam Jean-Pierre Bachasson, graaf van Montalivet, minister van Binnenlandse Zaken, bij haar logeren. Tevens kwam prefect Bernard-François de Chauvelin, die zijn residentie aan de keizer moest afstaan, met zijn echtgenote tijdelijk bij haar inwonen.
In de dagen dat Napoleon troonsafstand deed, overleed Petronilla. Haar vriend Valentin Jacoby was in 1811 op het kasteel 'Rooigem' overleden, nadat hij burgemeester was geworden van Sint-Kruis. Haar enige zoon, Louis-Philippe de Stappens, was in 1812 overleden. Hij had twee dochters, de laatste naamdragers de Stappens. Enkele jaren na haar dood, in 1822, werd ze onder het Verenigd Koninkrijk der Nederlanden postuum weer in de adel opgenomen.

## Eerbetoon
In het kader van de inspanningen in Brugge geleverd om aan vrouwen nieuwe straatnamen toe te kennen, werd in 2015 in Sint-Kruis een 'Petronilla van Outryvestraat' geopend, als zijstraat van de Oude Hoogweg en gelegen in de nabijheid van het kasteel Rooigem. 